# 5774 Ratliff
Az 5774 Ratliff (ideiglenes jelöléssel 1989 NR) a Naprendszer kisbolygóövében található aszteroida. Eleanor F. Helin fedezte fel 1989. július 2-án.